# 中部 (パーリ)
中部（ちゅうぶ、巴: Majjhima Nikāya, MN, マッジマ・ニカーヤ）とは、仏教のパーリ語経典の経蔵を構成する「五部」（巴: Pañca Nikāya, パンチャ・ニカーヤ）の内の、第2番目の「部」（nikāya, ニカーヤ）のこと。中編の経典を集めた領域である。
漢訳仏典における『阿含経』の内の『中阿含経』(ちゅうあごんぎょう)に相当する。

## 構成
中部は、基本10経を一束にして「品」（vagga, ヴァッガ）とし、それを5つ合わせた約50経を「篇」（paṇṇāsa, パンナーサ）として、それを3つ合わせた約150経（152経）で構成される。

## 日本語訳

### 全訳
- 『南伝大蔵経・経蔵・中部経典1-4』（9-11巻） 大蔵出版
- 『原始仏典 中部経典1-4』（第4-7巻）中村元監修 春秋社
- 『パーリ仏典 中部（マッジマニカーヤ）』（全6巻）片山一良訳 大蔵出版

### 部分訳
マハー（大）ハッティパドーパマ経（象跡喩大経） [MN28]
- 『世界の名著1 バラモン教典, 原始仏典 』「象の足跡のたとえ」中央公論社

チューラ（小）マールキヤ経（摩羅迦小経） [MN63]
- 『世界の名著1 バラモン教典, 原始仏典 』「毒矢のたとえ」中央公論社

アングリマーラ経（鴦掘摩経） [MN86]
- 『世界の名著1 バラモン教典, 原始仏典 』「兇賊の帰依」中央公論社

アッサラーヤナ経（阿摂惒経） [MN93]
- 『世界の名著1 バラモン教典, 原始仏典 』「階級の平等」中央公論社

バフダートゥカ経（多界経） [MN115]
- 『世界の名著1 バラモン教典, 原始仏典 』「種々の界」中央公論社

## 外部リン ク
- The Pali Tipitaka - Tipitaka.org --- 第6結集本のパーリ語原文を、様々な文字で読める
(Tipiṭaka (Roman) > Tipiṭaka (Mūla) > Suttapiṭaka > Majjhimanikāya)
- Majjhima Nikaya - Access to Insight --- 英訳
- Suttacentral Suttacentral 様々な言語訳が読める総合的な三蔵に関するサイト
- ベトナム語からChatGPTで現代日本語に翻訳される中部経の一部